# Philematium stanleyi
Philematium stanleyi är en skalbaggsart som beskrevs av Hintz 1919. Philematium stanleyi ingår i släktet Philematium och familjen långhorningar. Inga underarter finns listade i Catalogue of Life.